# Swochowo, West Pomeranian Voivodeship
Swochowo [sfɔˈxɔvɔ] (tiếng Đức: Schwochow)  là một ngôi làng thuộc khu hành chính của Gmina Bielice, thuộc hạt Pyrzyce, West Pomeranian Voivodeship, ở phía tây bắc Ba Lan. Nó nằm khoảng 5 kilômét (3 mi) phía tây nam Bielice, 13 km (8 mi) phía tây Pyrzyce và 29 km (18 mi) phía nam thủ đô khu vực Szczecin.
Trước năm 1945, khu vực này là một phần của Đức. Đối với lịch sử của khu vực, xem Lịch sử của Pomerania.